# Jordan Schafer
Jordan James Schafer (né le 4 septembre 1986 à Hammond, Indiana, États-Unis) est un joueur de champ extérieur de la Ligue majeure de baseball sous contrat avec les Dodgers de Los Angeles.

## Carrière
Après des études secondaires à la Winter Haven High School de Winter Haven (Floride), Jordan Schafer est repêché le 8 juin 2005 par les Braves d'Atlanta au troisième tour de sélection. Il perçoit un bonus de 320 000 dollars à la signature de son premier contrat professionnel le 8 juin 2005. 
Schafer est classé 25e en 2008 dans le top 100 des meilleurs joueurs d'avenir de Baseball America.
Évoluant dans les ligues mineures en 2008, Schafer a été suspendu pour 50 parties par les ligues majeures après avoir fait l'achat d'hormone de croissance. Schafer n'a, en revanche, jamais testé positif à un contrôle antidopage.
Schafer fait ses débuts avec les Braves le 5 avril 2009, devenant le 99e jouer dans l'histoire à frapper un circuit dès sa première présence au bâton dans les ligues majeures. Le coup en solo a été réussi aux dépens du lanceur Brett Myers des Phillies de Philadelphie.
Il se contente de jouer en ligues mineures en 2010. 
Le 31 juillet 2011, Schafer et trois lanceurs des ligues mineures sont échangés aux Astros de Houston en retour du voltigeur Michael Bourn. Après avoir joué 2011 et 2012 avec les Astros, Schafer retourne aux Braves d'Atlanta via le ballottage le 1er novembre 2012.
En 2013, il dispute 94 matchs des Braves et maintient une moyenne au bâton de ,237 avec 3 circuits et 21 points produits. Mais en 2014, sa moyenne chute à ,174 en 101 passages au bâton pour les Braves. Cédé au ballottage, il est réclamé par les Twins du Minnesota le 3 août 2014.
Après avoir joué les saisons 2014 et 2015 avec les Twins du Minnesota, Schafer est le 13 janvier 2016 mis sous contrat par les Dodgers de Los Angeles.

## Statistiques
| Saison | Équipe  | G  | AB  | R  | H  | 2B | 3B | HR | RBI | SB | BA    |
| ------ | ------- | -- | --- | -- | -- | -- | -- | -- | --- | -- | ----- |
| 2009   | Atlanta | 50 | 167 | 18 | 34 | 8  | 0  | 2  | 8   | 2  | 0,204 |
| Totaux | Totaux  | 50 | 167 | 18 | 34 | 8  | 0  | 2  | 8   | 2  | 0,204 |

Note : G = Matches joués ; AB = Passages au bâton; R = Points ; H = Coups sûrs ; 2B = Doubles ; 3B = Triples ; 
HR = Coup de circuit ; RBI = Points produits ; SB = Buts volés ; BA = Moyenne au bâton.